# Пэн Дэхуай
Пэн Дэхуай (кит. 彭德怀, пиньинь Péng Déhuái, 24 октября 1898 — 29 ноября 1974) — деятель революционного движения в Китае, министр обороны КНР в 1954—1959 годах. Маршал КНР.
Родом из небогатой крестьянской семьи, с раннего детства зарабатывал самостоятельно, работая пастухом и с тринадцати лет на угольных копях и рытье каналов. В шестнадцатилетнем возрасте пошёл на военную службу, дослужившись до командира взвода в армиях хэнаньских милитаристов. В 1922 году пошёл на офицерские курсы. В 1926 году начал службу в армии Гоминьдана командиром роты, впервые познакомился с идеями Сунь Ятсена. Участник Северного похода, за год дослужился до командира полка. В этот период заинтересовался коммунистическими идеями и создал в полку политические курсы и солдатский комитет. Сторонник Ван Цзинвэя и Уханьского временного правительства. Далее некоторое время служил на стороне Чан Кайши, в апреле 1928 года стал членом Коммунистической партии Китая (КПК), сторонником Мао Цзэдуна и Чжу Дэ. Участник обороны Центральной революционной базы КПК (вместе с Линь Бяо), далее принимал участие в Великом походе Китайской Красной армии. Сторонник Мао Цзэдуна на совещании в Цзуньи (1935), способствовал выдвижению его на центральные руководящие посты в КПК. Во время японо-китайской войны 1937—1945 годов Пэн Дэхуай был одним из главных сторонников примирения с Гоминьданом и создания единого антияпонского фронта. В 1937 году был командующим объединённых китайских войск сопротивления в Шаньси, после 1938 года контролировал значительную часть соединений Восьмой национально-революционной армии. В 1940 году командовал в «Битве ста полков» — крупнейшей наступательной операции КПК во время войны. Далее был отозван в Яньань, и не принимал участия в военных действиях. После капитуляции Японии назначен командиром коммунистических сил Северо-Западного Китая. После начала гражданской войны обеспечил победу над силами Гоминьдана, способствовал включению Синьцзяна в состав новообразованной Китайской Народной Республики.
Пэн Дэхуай поддержал Мао Цзэдуна в вопросе о прямом участии НОАК в Корейской войне и командовал «народными добровольцами» в первые полгода освободительной операции 1951 года на Корейском фронте. Опыт, приобретённый в войне, сделал Пэн Дэхуая убеждённым сторонником современной научно-технической войны и реформирования вооружённых сил КНР. По инициативе Пэн Дэхуая в НОАК была установлена обязательность воинской службы, введена новая военная форма, назначено жалованье для профессиональных военных, учреждено 18 воинских званий. В 1955 году получил звание Маршал КНР (1955) и назначен вице-премьером Госсовета КНР. Пошёл на конфликт с Мао Цзэдуном, поскольку не одобрял культ личности и противился политизации армии. После начала осуществления «Большого скачка» пошёл на открытую конфронтацию с Мао, которая проявилась во время Лушаньского пленума ЦК КПК 1959 года. Был обвинён в создании «антипартийной клики правых оппортунистов», принуждён к самопокаянию, и лишён всех постов, чинов и званий. Шесть лет провёл под домашним арестом в Уцзя, вернул государству мундир и ордена.
В 1965 году по предложению глав партийного крыла «прагматиков» Лю Шаоци и Дэн Сяопина возвращён в правительство и назначен курировать военное строительство в Юго-Западном Китае. Направил на имя Мао Цзэдуна послание в 80 000 иероглифов, в котором описывал своё служение народу и партии, и требовал реабилитации, но получил отказ. Во время Культурной революции был подвергнут шельмованию хунвейбинами по прямому приказу Цзян Цин и Линь Бяо. В 1966—1970 годах был многократно публично подвергнут «критике и самокритике», в том числе унижениям и пыткам. В 1970 году официально осуждён военным трибуналом как враг Мао Цзэдуна и Коммунистической партии, и приговорён к пожизненному заключению. В 1973 году переведён в тюремный госпиталь, где и скончался от непредоставления помощи и обезболивающих лекарств. Посмертно реабилитирован в 1978 году на III пленуме ЦК КПК
11-го созыва.

## Ранние годы

### Детство и отрочество

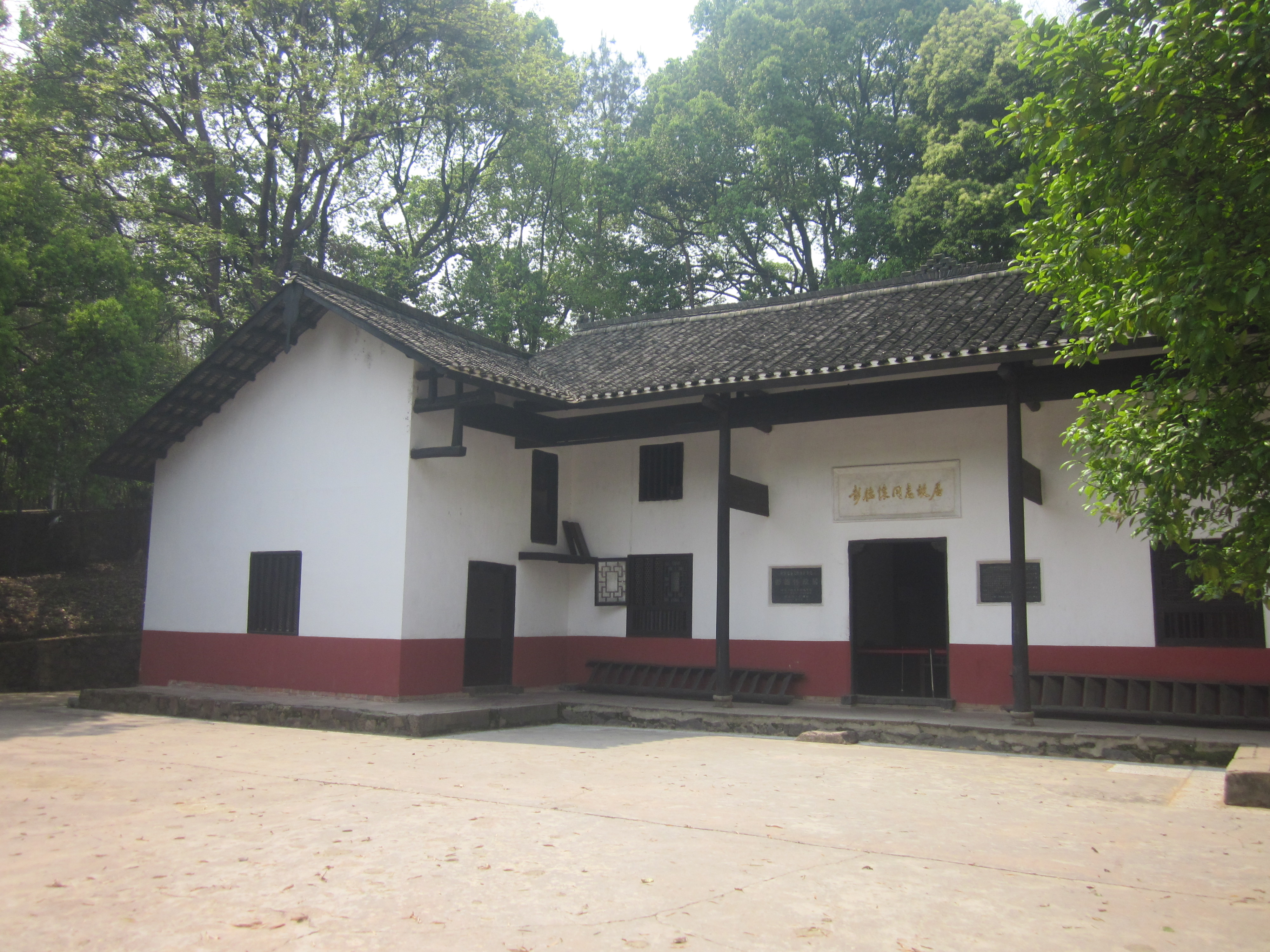
Семейный дом Пэн Дэхуая в Сянтане — ныне музей

Будущий революционер появился на свет в деревне Шисян уезда Сянтань провинции Хунань в 10-й день девятого лунного месяца года усюй (24 октября 1898 года) и при рождении получил имя Цинцзун (кит. 清宗, пиньинь Qīngzōng). Деревня располагалась примерно в 40 км от провинциальной столицы Чанша. Семья владела девятью му неорошаемой пашни (примерно 0,63 гектара), на которой выращивали бататы и хлопок; на склоне горы были посажены бамбук, пихты и чайные кусты. Отец, по некоторым сведениям, также владел лавкой, торгующей тофу, но этого едва хватало для прокормления семьи. Семья включала восемь человек: двоюродный дед и бабка, отец и мать, и четверо их сыновей; Дэхуай был первенцем. Дед в молодости участвовал в Тайпинском восстании и рассказывал внуку о старых идеалах равенства, когда земля должна была делиться поровну между едоками, у всех было достаточно еды и женщинам не перевязывали ног. Сам Пэн Дэхуай социальное положение своей семьи определял как «обедневшие середняки». В то время он носил детское прозвище Дэхуа (кит. трад. 得華, упр. 得华, пиньинь Déhuá). В 1905—1907 годах он посещал традиционную конфуцианскую школу, в которой заучивал наизусть Четверокнижие. В 1908 году в уезде открылась начальная школа современного типа, но, проучившись недолго, Пэн был вынужден бросить учение. В 1905 году Хунань была поражена сильной засухой, от голода умерли мать и шестимесячный младший брат. Отец был вынужден распродать большую часть имущества и заложил семейный участок, оставив только треть му. В «Автобиографии» Пэн писал, что зимой носил с братьями соломенные сандалии на босу ногу и накидки из пальмовых листьев, «напоминая своим видом первобытных людей». Вместе с братьями он был вынужден пойти нищенствовать и дал клятву, что никогда в жизни не будет больше этого делать. В 1908—1910 годах он подрабатывал пастухом.
После смерти деда в 1911 году Пэн ушёл из дому и нанялся за девять юаней в месяц (30 медяков в день) на угольную шахту в Сянтане, где возил тачки с углём по 12—13 часов в сутки. На новый, 1912 год, после революции предприятие обанкротилось, и Пэн недополучил жалованье за целый год. Ему пришлось вернуться домой и перебиваться случайными заработками: рубить дрова, ловить рыбу на продажу. 1913 год в Хунани вновь был засушливым, начался голод. Пэн участвовал в крестьянских волнениях, в ходе которого был захвачен склад зерноторговца, а запасы были распределены поровну между бедняками. Пэн попал в списки на арест и при помощи родственника бежал на озеро Дунтинху, где два года был землекопом на строительстве дамб и плотин. Об этих годах он рассказывал племяннице, что однажды спрятался от ливня в горной пещере, где увидел, как вода, капавшая со свода, продолбила в полу множество лунок. Тогда он взял себе прозвище «Тот, кто долбит камень» (кит. 石穿, пиньинь Shíchuān, палл. Шичуань), и решил в дальнейшей жизни следовать этому принципу. В 1916 году после амнистии Пэн вернулся в родной уезд и не без труда (ему ещё не исполнилось 18 лет) нанялся в Сянскую армию милитариста Тан Сянмина.

### Военная служба у милитаристов
В Сянской армии Пэн получил звание рядового второго класса с месячным жалованьем 5,5 юаней, два из которых он сразу отправил домой. За семь месяцев он дослужился до рядового первого класса с жалованьем 6 юаней, половину из которого он посылал семье, и ещё у него оставались деньги, «чтобы есть мясо каждую субботу». Один из командиров Пэна был молодым выпускником Баодинской академии, идеалистом-националистом, который активно участвовал в Синьхайской революции. Его пример подвиг Пэн Дэхуая к изучению идей Сунь Ятсена и пробудил интерес к программе Гоминьдана. После начала движения в защиту Конституции 1917 года Шестой полк, в котором служил Пэн Дэхуай, присоединился к силам Тан Шэнчжи, союзника Тань Янькая, и выступил против милитариста У Пэйфу. Рядовой Пэн по восемь часов в день обучался военному делу и тактике у офицеров своей бригады. Вскоре его зачислили в учебный отряд и в течение 16 месяцев он изучал литературный язык вэньянь, ежемесячно сдавал экзамены по гуманитарным наукам и писал сочинения. В июле 1918 года как уроженца Чанши Пэна отправили в разведку в город, на обратном пути из которого его арестовали военные жандармы. Через две недели он был освобождён под поручительство владелицы чулочной фабрики — его родственницы. В апреле 1919 года Пэн получил звание старшего сержанта и исполнял обязанности командира взвода. В июле 1920 года войска Тан Шэнчжи полностью захватили Хунань и её столицу.

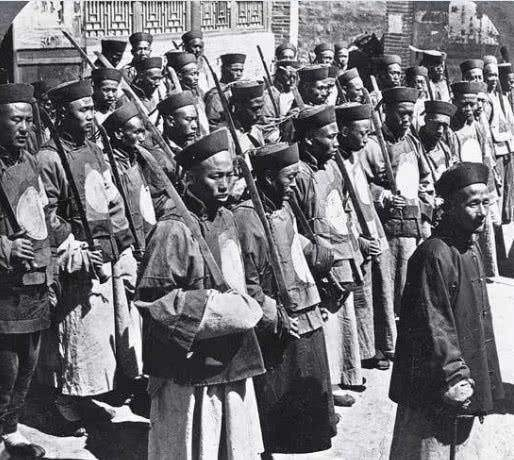
Солдаты Сянской армии

Далее Пэн Дэхуай участвовал в неудавшемся мятеже рядовых из-за невыплаты жалованья, но был оправдан полевым судом. В августе 1921 года он дослужился до звания младшего лейтенанта и вскоре стал исполнять обязанности командира роты. После того, как его часть расквартировали в посёлке Чжуцзыкоу в Наньсяне, Пэн увидел, насколько плохо местный помещик обращался с бедными арендаторами и побудил их создать «Союз спасения бедноты». После того, как местные жители подняли восстание, Пэн приказал своим солдатам тайно арестовать помещика и казнить его, оставив подробную роспись совершённых им преступлений. Дэхуай получил от начальства выговор за самовольные действия, но не был снят с должности или понижен в звании. После этого Пэн Дэхуай принял решение посвятить свою жизнь поискам социальной справедливости и объединению страны. В феврале 1922 года Пэн и несколько его сослуживцев-офицеров взяли бессрочный неоплачиваемый отпуск и отбыли в Гуандун, надеясь поступить на службу Гоминьдана. Прибыв на место, Пэн убедился, что партия не контролирует провинцию, а огромной властью пользуется тайное общество «Гэлаохой». Разочаровавшись в революции, Пэн Дэхуай через Шанхай добрался в родную деревню и четыре месяца работал с отцом: на отчисления сына из армии он сумел выкупить почти половину семейного участка. Летом 1922 года старшие товарищи Пэна — Хуан Гунлюэ и Ли Цань — предложили ему поступать в Хунаньское военное училище и вернуться в армию. Он вновь был зачислен лейтенантом первой роты шестого полка и успешно сдал экзамены. Тогда же он впервые стал использовать имя «Дэхуай» («Таящий добродетель»), под которым стал известен впоследствии. В августе 1923 года он успешно окончил офицерские курсы и получил в своём полку звание капитана. К апрелю 1924 года он был назначен исполняющим обязанности командира батальона.
В 1924 году Тан Шэнчжи выступал на стороне коалиции северных милитаристов против гуандунских командиров, поддерживавших Гоминьдан. Пэн Дэхуай в течение девяти месяцев участвовал в военных действий на хунаньско-гуандунской границе. Весной 1925 года, после смерти отца, Пэн посетил родную деревню и истратил более 600 юаней на помощь семье и односельчанам. В 1927 году солдатский комитет полка заплатил 400 юаней младшему брату своего командира, чтобы его семья построила новый дом из 12 комнат под черепичной крышей. После начала Северного похода Пэн Дэхуай принял решение перейти со своим полком на сторону Национально-революционной армии Чан Кайши. При реорганизации Хунаньской армии Пэн был повышен до майора, но отказался вступать в партию. Это произошло из-за того, что он не одобрял крупных чиновников — торговцев опиумом, которые были членами Гоминьдана. Только во время Северного похода он впервые узнал о коммунистах и их программе.

### Национально-революционная армия

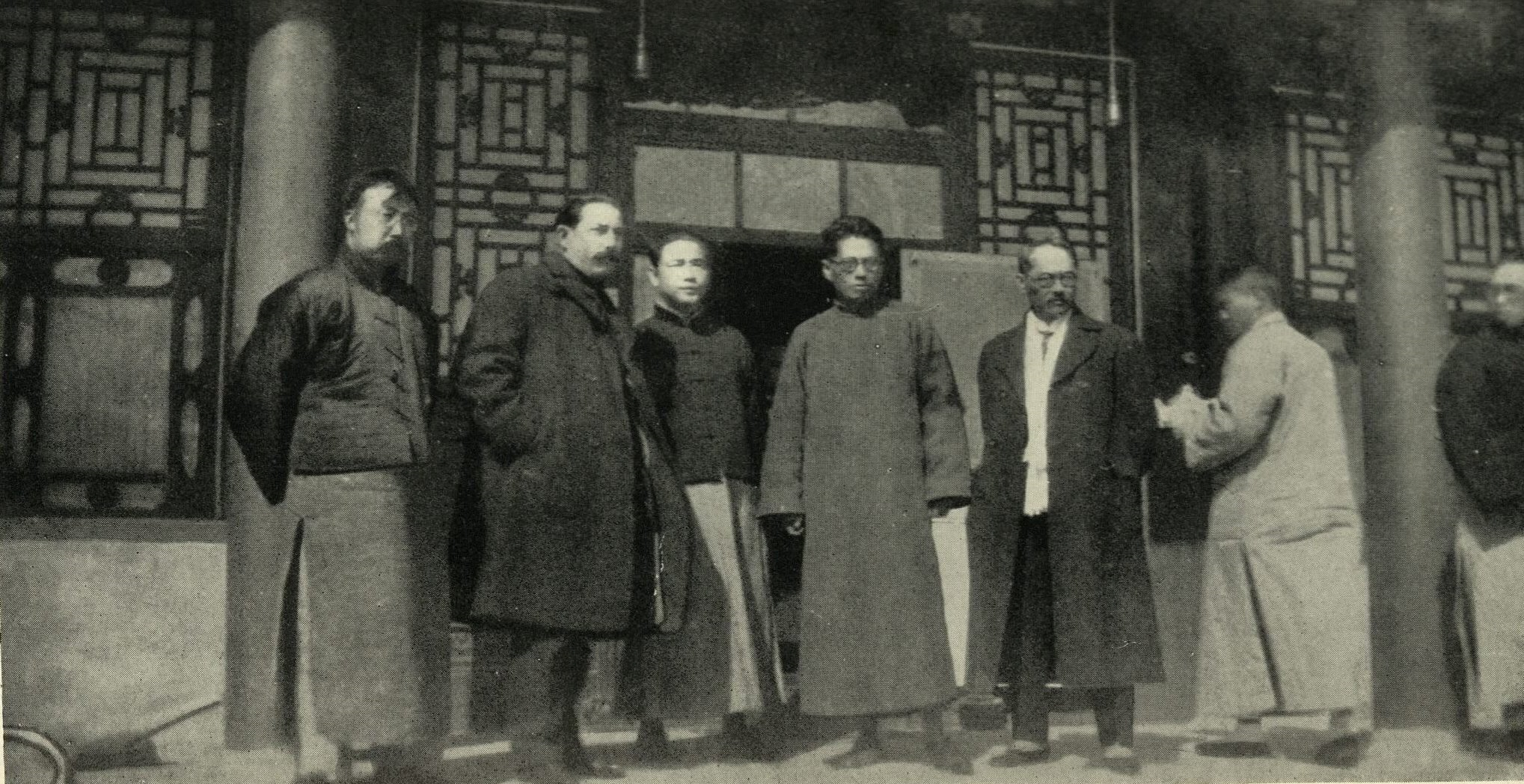
Руководство Уханьского временного правительства. В центре Ван Цзинвэй и М. М. Бородин

В июле 1926 — марте 1927 года Пэн Дэхуай участвовал в Хунань-Хубэйской операции, в том числе при захвате Чанши и Уханя под командованием Хэ Цзяня. Он также участвовал в Битве при Фэнтае, в которой были разгромлены войска У Пэйфу. В 1927 году наступил политический кризис, когда Ван Цзинвэй создал в Ухане гоминьдановское правительство центристски-левой ориентации, что ставило под угрозу единовластие Чан Кайши. Тан Шэчжи поддержал Ван Цзинвэя; Пэн Дэхуай получил звание подполковника и официально вступил в командование шестым полком. Во время боевых действий с армией Чан Кайши Пэн командовал арьергардом и прикрывал переброску войск Тан Шэчжи в Хунань после поражения. В 1927 году Пэн Дэхуай много общался с китайскими коммунистами, некоторые старые друзья, вступившие в компартию (такие как Дуань Дэчан и Хуан Гунлюэ), уговаривали молодого полководца присоединиться к ним. Под руководством Дуаня осенью 1927 года Пэн Дэхуай приступил к изучению марксистско-ленинского учения и уже в феврале 1928 года вступил в партию.
В феврале 1928 года полк Пэна поступил под начало Хэ Цзяня, сторонника Чан Кайши. Дэхуай был повышен в звании до полковника и получил назначение в горы Пинцзяна к северо-западу от Чанши для искоренения местных отрядов сопротивления компартии, которые начали партизанскую войну после Шанхайской резни 12 апреля 1927 года. Поскольку Пэн уже был членом КПК, он оттягивал вступление полка в военные действия и создал партийный комитет, а также вступил в контакт с местными полевыми командирами, которые были подчинены Мао Цзэдуну и Чжу Дэ. 18 июля 1928 года он решился открыто перевести свой полк на службу коммунистам. 22 июля 1928 года полк Пэн Дэхуая (около 2000 штыков) захватил уезд Пинцзян, были арестованы и казнены около 100 местных помещиков, глав уездного ополчения и магистрата. 23 июля полковник объявил о создании «Советского правительства провинции Хунань» и пятого корпуса рабоче-крестьянской Красной армии. В сентябре Хэ Цзянь, бывший начальник Пэна, вытеснил силы Хунанского советского правительства в горы; из-за боевых потерь и дезертирства к октябрю осталось несколько сотен военнослужащих. После этого Пэн Дэхуай отступил в Цзинганшань и соединился с отрядами Мао Цзэдуна и Чжу Дэ в ноябре 1928 года. Многие подчинённые Пэна сами после этого сделали успешную военную карьеру в Коммунистической партии, например, Хуан Кэчэн и Пэн Шаохуэй.

## Командир Красной армии

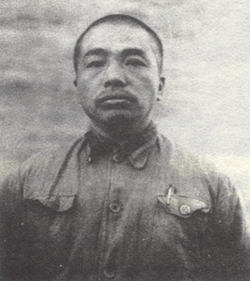
Пэн Дэхуай во время обороны Центральной революционной базы

### Оборона Центральной революционной базы
После объединения с основными силами КПК Пэн Дэхуай успешно выполнил задачу деблокирования отряда Мао Цзэдуна из гоминьдановского окружения. Далее состоялась личная встреча Пэна, Мао и Чжу Дэ, после чего они реорганизовали свои отряды и сформировали в Жуйцзине, где были слабые силы местной обороны, Центральную революционную базу КПК. Захват города успешно прошёл в январе 1929 года. Пэн, располагая отрядом в 800 человек, остался оборонять Цзинганшань и отступил только под натиском хунаньской армии, в которой было 25 тысяч военнослужащих. В марте он вошёл в Жуйцзин, где подвергся критике Мао за отступление. После ухода гоминьдановцев, Пэн Дэхуай с тысячью красноармейцев вновь восстановил контроль над Цзинганшанью. Он взял под своё начало две местные бандитские группировки, но в июле 1929 года они восстали, поскольку не удалось наладить единого командования. Тем не менее, Пэн Дэхуай казнил одного из мятежников, а второй покончил с собой. После этого бандиты сдались и удвоили численность отряда Красной армии. В 1929 и 1930 годах Пэн Дэхуай возглавил несколько успешных рейдов по южной Хунани, в ходе которых добыл продовольствие и боеприпасы, привлёк новых рекрутов.
13 июля 1930 года фактический руководитель КПК Ли Лисань, находившийся на ультралевых позициях, издал приказ по всем партизанским отрядам обеспечить захват столицы одной провинции, что должно сделаться «сигналом ко всенародному революционному шторму». Пэн Дэхуай, имея под своим командованием 17 000 солдат и поддерживаемый десятком тысяч партизан, 25 июля попытался взять штурмом Чаншу, гарнизоном которой командовал Хэ Цзянь. 28 июля штурм оказался успешным и к 30 числу Красная армия полностью контролировала город. 1 августа было провозглашено «Советское правительство провинции Хунань», главой которого назначил сам себя Ли Лисань (уроженец Хунани, скрывавшийся во французской концессии в Шанхае), а своим заместителем объявил Пэна. Однако 5 августа Хэ Цзянь начал контратаку силами 35 000 человек гоминьдановской армии; потеряв 7500 солдат, Пэн Дэхуай оставил город и отступил в Цзинганшань. 1 сентября он попытался отбить Чаншу, но был остановлен с большими потерями. Мао Цзэдун и Чжу Дэ не стали использовать свой Четвёртый корпус во время этой авантюры.
Несмотря на большие потери, с декабря 1930 по май 1931 года войска Чжу Дэ сыграли важнейшую роль в срыве трёх антикоммунистических кампаний Чан Кайши. По масштабу действий его превзошёл лишь Линь Бяо. 7 ноября 1930 года Пэн Дэхуай вошёл в состав Реввоенсовета и Центрального исполнительного комитета Китайской советской республики и преимущественно поддерживал Группу 28 большевиков. Политическая карьера Пэн Дэхуая развивалась на фоне наступления гоминьдановских войск: в августе 1933 года он стал заместителем председателя Реввоенсовета, а в январе 1934 года был назначен членом ЦК КПК шестого созыва. В том же августе 1933 года началась четвёртая операция Чан Кайши против Цзянсийской революционной базы. Пэн Дэхуаю удалось прорвать эшелонированную оборону войск Гоминьдана, вырваться на оперативный простор западной Фуцзяни и захватить много военного снаряжения, оружия и боеприпасов.

### Великий поход

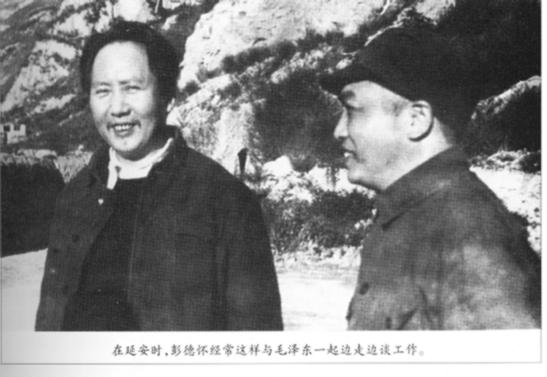
Мао Цзэдун и Пэн Дэхуай в Яньани

В октябре 1933 года Чан Кайши направил против советских районов почти 800 000 солдат: под его командованием началась Пятая кампания в Цзянси. Красная армия совокупно насчитывала не более 150 тысяч обученных военных и партизан. В сентябре 1934 года гоминьдановцы добились успеха и почти ликвидировали революционную базу. Тяжёлые потери понесла 5-я дивизия Пэн Дэхуая, численность которой сократилась примерно с 35 000 до 20 000 человек. 20 октября 1934 года Красная армия вырвалась из окружения и начала Великий поход. К моменту его завершения ровно через год, 20 октября 1935 года в Шэньси, у Пэна осталось не более 3000 солдат. На совещании в Цзуньи в январе 1935 года Пэн Дэхуай поддержал единоначалие Мао Цзэдуна и способствовал его возвышению в партийном руководстве. Мао посвятил Пэну шесть своих стихотворений. После создания Особого района Китая Пэн Дэхуай активно включился в оборону нового советского района, проводил кампании на границах Шаньси и Ганьсу. В апреле 1937 года Пэн был назначен заместителем главнокомандующего всеми военными силами Компартии; его начальником стал Чжу Дэ. Его кандидатуру активно продвигал Линь Бяо, который стал сторонником Пэна ещё с 1934 года. На совещании в Цзуньи произошёл конфликт, поскольку партизанская тактика уклонения Мао была негативно воспринята партийным руководством, и Линь Бяо предложил Пэн Дэхуаю стать главой Красной армии. Однако Мао удалось сохранить свою позицию полководца и непобедимого стратега. Во время кампании в Нинся 1936 года с Пэн Дэхуаем в его ставке в Юване несколько дней пробыл американский левый журналист Эдгар Сноу, который посвятил полководцу две главы в книге «Красная звезда над Китаем».

### Японо-китайская война

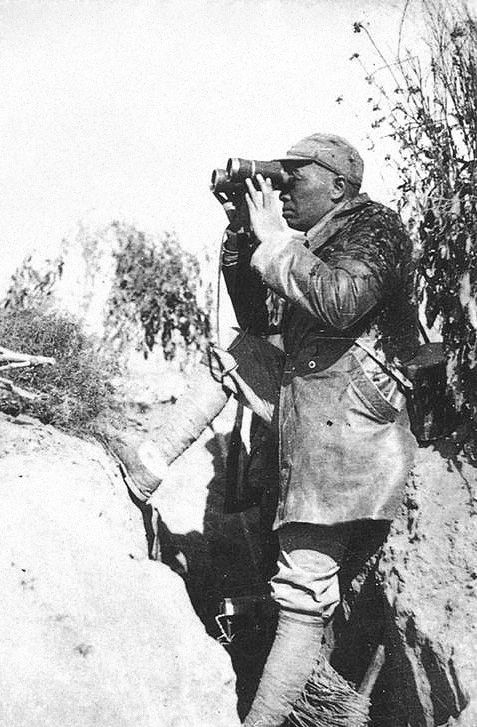
Пэн Дэхуай во время японо-китайской войны

Инцидент на мосту Марко Поло 7 июля 1937 года стал поводом для начала новой японо-китайской войны. Когда Гоминьдан и КПК официально объявили о создании единого фронта антияпонской борьбы, Пэн Дэхуай возглавил объединённое командование Национально-революционной армией. 20 августа 1937 года состоялась Лочуаньская конференция, во время которой Мао Цзэдун откровенно заявил, что единый фронт — это хорошая возможность для Красной армии одержать победу над Гоминьданом, поэтому следует минимизировать боевые столкновения с японцами. Чан Кайши издал приказ о создании 8-й НРА, командиром которой был назначен Чжу Дэ, а Пэн Дэхуай — его заместителем. Они возражали Мао, что коммунистические силы должны стать базой антияпонской борьбы, и в результате партия приняла решение о сотрудничестве с гоминьдановским правительством. После вторжения японцев в Шаньси 8-я НРА сражалась вместе с силами Ян Сишаня, с которым в Тайюане лично встречались Чжоу Эньлай и Пэн Дэхуай для выработки общей стратегии. 13 сентября Пэн возглавил оборону Тайюаня от японского наступления. 13 декабря 1937 года он был отозван на пленум Политбюро ЦК КПК, посвящённый вопросам единого фронта. Мао Цзэдун вновь настаивал, что нужно беречь красные силы для борьбы с Гоминьданом, а не с Японией. Примирение Пэна с Мао состоялось в следующем, 1938 году, когда Чжан Готао окончательно переметнулся к Чан Кайши. В конце 1938 года Пэн Дэхуай руководил партизанским движением в Шаньси и Хэбэе, расположив свою ставку на Тайханшани на границе двух провинций. Общая численность подразделений 8-й НРА, подчинённых Пэн Дэхуаю составляла две трети от коммунистических сил, примерно 100 000 солдат.
В июле 1940 года Пэн Дэхуай получил общее руководство над крупнейшей операцией КПК 1в ходе японо-китайской войны — Битвой ста полков. Со стороны китайских коммунистов на поле боя оказались 200 000 профессиональных бойцов 8-й НРА и примерно столько же партизан. Операция продолжалась с 20 августа по 5 декабря 1940 года, в ходе неё китайские войска разрушили инфраструктуру на оккупированных японцами территориях — мосты, туннели, линии железных дорог. Японским агрессорам было нанесено серьёзное поражение: разрушенные логистические сети на оккупированной территории не были восстановлены вплоть до 1942 года. Однако китайские войска и мирное население понесли тяжёлые потери. По китайским данным, японские войска потеряли от 12 645 до 20 645 солдат убитыми, по западным данным — около 20 900 человек. В начале 1941 года началось мощное японское наступление, в ходе которого Пэн Дэхуай был вынужден оставить ставку в Тайханшани и перебрался в Яньань.
После возвращения в Яньань Пэн Дэхуай подвергся кампании «проработки» в рамках «борьбы за упорядочение стиля работы в партии». В течение 40 дней Пэн Дэхуай подвергался «критике» за провал Битвы ста полков (хотя затем Мао признал её успешной), ему не позволялось возражать и оправдываться. Затем его заставили выступить с «самокритикой». Также его объявили «эмпириком» и обвиняли в слишком тесном сотрудничестве с Коминтерном. Однако благодаря заступничеству лично Мао Цзэдуна, Пэн Дэхуай не пострадал и сохранил все посты. В завершающий период японо-китайской войны Пэн Дэхуай не участвовал в боевых действиях, осуществляя политическую поддержку Мао Цзэдуну. В 1944 году, во время визита в Яньань миссии Хёрли, к ней был прикреплён и Пэн Дэхуай. Общался он и с военными американской наблюдательной группы, дав брифинг для американской стороны о военной ситуации на оккупированных Японией территориях Китая.

### Гражданская война и провозглашение КНР

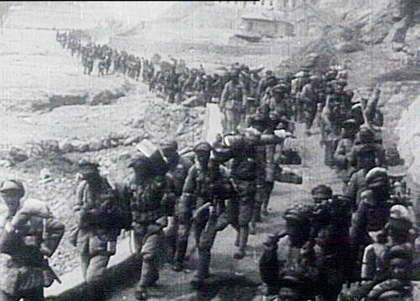
Наступающая на Яньань армия Гоминьдана

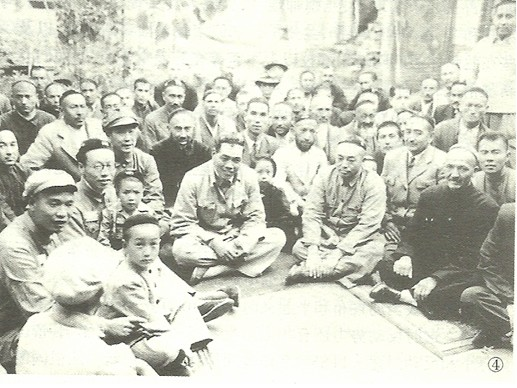
Пэн Дэхуай, Чжан Цзунсюнь и Бурхан Шахиди среди уйгурских руководителей. 1950 год

Капитуляция Японии последовала 3 сентября 1945 года, после чего гражданская война в Китае перешла в завершающую стадию, называемой в Китае «третьей революционной войной». В октябре 1945 года Пэн Дэхуай сделался исполняющим обязанности председателя Северокитайского бюро ЦК КПК и начал занятие силами КПК провинций Внутренней Монголии, где принимал капитуляцию японских частей. В марте 1946 года вооружённые силы КПК официально были преобразованы в Народно-освободительную армию, их общая численность превышала 1,1 млн чел. Лично Пэн Дэхуаю подчинялась Северо-Западная армия численностью 175 000 солдат. В основном воинские соединения Северо-Западного фронта состояли из бывших партизан и были относительно плохо вооружены и обучены. Они квартировались в окрестностях Яньани и несли ответственность за её оборону. В марте 1947 года началась битва за Яньань; гоминьдановскими войсками командовал генерал Ху Цзуннань, располагавший 260 000 солдат. Несмотря на то, что чанкайшисты превосходили коммунистов в вооружениях и живой силе, личный секретарь командующего Ху — Сюн Сянхуэй — был агентом Чжоу Эньлая. Он предоставил КПК стратегический план, распределение войск по позициям и их численность, и даже данные о воздушном прикрытии. Руководство Компартии и части НОАК организованно покинули район Шэньси-Ганьсу-Нинся, оказав должное сопротивление, чтобы ввести противника в заблуждение, понести минимальные потери и безопасно эвакуировать Мао Цзэдуна и его окружение. Сам Мао заявил, что целью Пэн Дэхуая является измотать противника, сократить запасы продовольствия и боеприпасов, а затем уничтожить его. Предварительно он хотел, чтобы войска Пэн Дэхуая и Ху Цзуннаня вступили в лобовое столкновение, но генерал отговорил председателя.
4 мая 1947 года силы Пэн Дэхуая взяли склады снабжения гоминьдановцев на северо-востоке Шэньси и захватили запасы на 40 000 человек, включая амуницию, провиант, около 1 млн единиц боеприпасов. Далее НОАК была оттеснена к границе Внутренней Монголии. В августе состоялась битва при Шацзядяне в которой силы Ху Цзуннаня были разгромлены, а центральный комитет КПК окончательно избавлен от опасности захвата в плен. В феврале 1948 года силы гоминьдановцев были окончательно выбиты из Шэньси. Далее Северо-Западный фронт вёл наступление на Ганьсу, Нинся и Цинхай, которое завершилось 22 сентября 1949 года. Однако окончательно разгромить ядро сил Ху Цзуннаня и Ма Буфана не удалось: чанкайшисты отступили в Сычуань, а далее по воздуху были эвакуированы на Тайвань. 1 октября 1949 года в Пекине прошла церемония провозглашения Китайской Народной Республики. В тот же день Пэн Дэхуай был назначен первым секретарём Северо-Западного бюро КПК, председателем военно-административного совета Северо-Западного Китая и членом Центрального народного правительства в Пекине. Заместителем Пэн Дэхуая вновь был назначен Ван Чжэнь. В октябре начался мирный поход НОАК на Урумчи, который был занят 20 октября. Большинство войск ранее провозглашённой Восточнотуркестанской республики были включены в состав НОАК. Однако окончательно боевые действия завершились только в сентябре 1951 года. После умиротворения Пэн Дэхуай стал руководителем территории в 5 млн км² и с населением менее 30 млн человек. Северо-Западный край включал Шэньси, Ганьсу, Нинся, Цинхай и Синьцзян.

## Корейская война

### Первый год

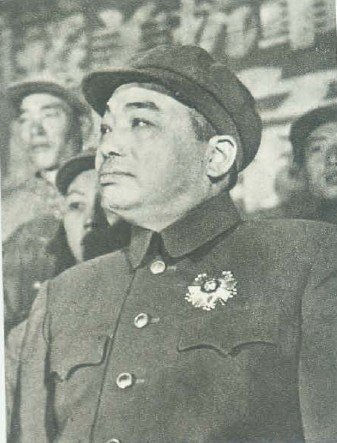
Пэн Дэхуай во время Корейской войны

25 июня 1950 года началась Корейская война. США вступили в конфликт 15 сентября того же года, получив санкцию Совбеза ООН на международную операцию по принуждению к миру. 1 октября 1950 года, ровно в первую годовщину создания КНР, силы ООН пересекли 38-ю параллель, начав операцию на территории КНДР. Руководство Китая в тот момент не выработало единой позиции к американскому наступлению. Мао Цзэдун и Чжоу Эньлай настаивали на прямом участии НОАК в войне, тогда как большинство членов ЦК КПК считали, что Китай не должен вступать в боестолкновения, если только не подвергнется прямому нападению. Мао Цзэдун предложил должность главнокомандующего силами «народных добровольцев» в Корее Линь Бяо, но тот отказался под предлогом нездоровья. Следующей кандидатурой стал Пэн Дэхуай, который 4 октября 1950 года прилетел в Пекин из Сианя, где располагалась его ставка. 5 октября, прослушав доводы сторон, Пэн Дэхуай принял предложение Мао Цзэдуна возглавить «добровольцев» и получил официальное назначение главнокомандующим и политическим комиссаром, что сильно изменило расклад сил в Политбюро. Большинство китайских руководителей одобрили вмешательство КНР в Корейскую войну. Мао Цзэдун оставил за собой общее стратегическое руководство, Чжоу Эньлай обеспечивал взаимодействие с советским и северокорейским правительством. Штаб-квартиру Пэн Дэхуай разместил в Шэньяне, где готовились основные силы НОАК для перехода корейской границы.

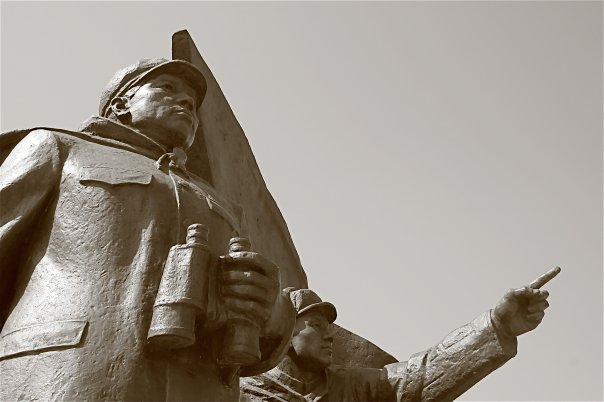
Памятник Пэн Дэхуаю на границе КНР и КНДР

18 октября состоялось совещание в Пекине с участием Мао Цзэдуна, Чжоу Эньлая, Пэн Дэхуая и Гао Гана (руководителя Северо-Восточного Китая), на котором переход северокорейской границы был назначен на ночь 19 октября. Первая волна наступления должна была включать 260 000 человек. Первые столкновения «народных добровольцев» с войсками ООН начались 25 октября в битвах при Ончжоне и Унсане. К 4 ноября силы НОАК оттеснили американцев за Чхончхонган. Вторая наступательная операция НОАК проходила 24 ноября — 24 декабря 1950 года силами 380 000 военнослужащих, её результатом стал выход на 38-ю параллель. Мао Цзэдун настаивал на развитии операции и отвоеванию юга Кореи, в успехе которого у Пэн Дэхуая были личные сомнения. Тем не менее, он соглашался с главной политической целью этой войны. 31 декабря 1950 года началось наступление сил добровольцев на Сеул (около 230 000 военнослужащих); в рамках третьей наступательной операции столица Кореи была взята. Впрочем, 14 марта Сеул пришлось оставить во время контратаки сил ООН в разгар четвёртой операции наступления. Пэн Дэхуай 22 апреля — 10 июня возглавил операцию по деблокированию Сеула, имея 548 000 китайских войск; но пятая наступательная операция закончилась поражением. Корейская война окончательно перешла в позиционную фазу, когда кровопролитные сражения велись вдоль 38-й параллели. По оценке Роя Эпплмена, официального историографа армии США, Пэн Дэхуай не продемонстрировал выдающихся стратегических талантов во время Корейской войны, несмотря на «смелость, агрессивность и лидерские качества». Во время китайской «культурной революции» хунвэйбины утверждали, что успехи в Корейской войне были обязаны руководству Мао, а неудачи — личным инициативам Пэн Дэхуая. Однако автор биографии Пэна Юрген Домс утверждает, что такого рода высказывания безосновательны.
Потери китайских народных добровольцев за первые 12 месяцев военной кампании были крайне тяжёлыми. Советская техническая и материальная помощь была минимальной, в результате основным средством доставки провианта и боеприпасов были 700 000 китайских носильщиков, которые могли обеспечить лишь минимальные потребности армии. Превосходство американцев в воздухе до конца 1951 года было абсолютным. Из-за отсутствия зимней одежды в период 27 ноября — 12 декабря 1950 года 45 000 китайских воинов замёрзли насмерть. В условиях практического отсутствия бронетехники, недостатка артиллерии и поддержки с воздуха, Пэн Дэхуай был вынужден полагаться на численное превосходство и максимизацию человеческих потерь. Активно использовалась партизанская тактика: например, атаки огневых групп по слабым звеньям обороны противника и война на истощение. Наиболее тяжёлыми были потери во время второй и пятой наступательных операций; по подсчётам, за месяц 25 ноября — 24 декабря 1950 года были потеряны до 40 % личного состава НОАК в Корее. В период 22 апреля — 10 июня 1950 года было потеряно по численности около 12 китайских дивизий. Общее число потерь китайцев в Корейской войне, вероятно, приблизилось к одному миллиону. Пэн Дэхуай считал, что цель оправдывает средства, а, кроме того, исполнял приказы партии и правительства любой ценой. Согласно некоторым источникам, именно Пэн Дэхуай изобрёл тактику «человеческой волны», которая использовалась в краткосрочных атаках, создавая максимальное преимущество в живой силе.

### Позиционная война и мирные переговоры

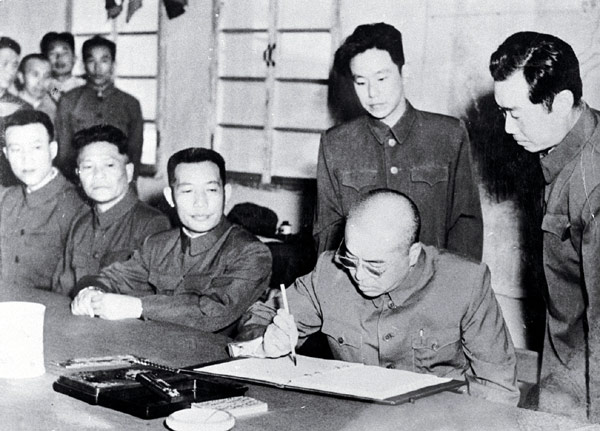
Пэн Дэхуай ставит подпись под текстом соглашения о перемирии. Кэсон, 27 июля 1953 года

Пэн Дэхуай извещал Мао Цзэдуна и Чжоу Эньлая о неприемлемых потерях, в том числе во время личных посещений Пекина. 19 ноября 1951 года в Шэньяне прошло совещание по улучшению логистической цепи в КНДР, но на эффективности поставок оно сказалось мало. Зимой 1952 года Пэн Дэхуай убедился, что война окончательно приняла позиционный характер и может тянуться неопределённо долго. 24 февраля 1952 года Центральный военный совет ЦК КПК под председательством Чжоу Эньлая разбирал материально-технические проблемы НОАК на корейском фронте, причём были заслушаны главы разных ведомств и предприятий, которые участвовали в обеспечении военных действий. Ввиду жёсткой позиции Пэн Дэхуая и невозможности быстро решить проблемы со снабжением, заседание совета было прервано, и далее продолжалось в кулуарном порядке. Китайский контингент было решено разделить на три группы, которые должны были подвергаться ротации, китайские лётчики были отправлены на переподготовку в Советский Союз, на фронт были поставлены дополнительные зенитные орудия, а недостающую технику и снаряжение заказали в СССР. Управление военным снабжением было передано Центральному народному правительству. Пэн Дэхуай принял участие и в кампаниях «Трёх против и пяти против», считая, что коррупция и расточительство были главными причинами трудностей в снабжении китайских добровольцев.
Первые переговоры о перемирии начались ещё 10 июля 1951 года, однако завершились безрезультатно. Из-за нездоровья Пэн Дэхуай в апреле 1952 года был отозван в Пекин, а его обязанности разделили Чэнь Гэн и Дэн Хуа. Лишь 27 июля 1953 года, после длиннейших переговоров и согласований в Пханмунджоме было подписано соглашение о прекращении огня, на котором Пэн Дэхуай поставил личную подпись. Массовое празднество прошло 31 июля в Пхеньяне, на котором глава КНДР Ким Ир Сен вручил Пэн Дэхуаю Орден Государственного флага первой степени (второй по счёту, первый был вручён ещё в 1951 году) и наградил званием героя КНДР. Торжественное чествование на площади Тяньаньмэнь состоялось 11 августа. Части НОАК оставались на территории Северной Кореи до 1958 года.
Опыт Корейской войны сильно повлиял на политические взгляды Пэн Дэхуая. Он убедился в необходимости военной реформы, внедрения технических средств и профессиональных стандартов в практику подготовки НОАК, а также новой тактики, пригодной для современной (неядерной) войны. Пэн Дэхуай впервые пришёл к выводу, что военная подготовка не должна занимать второго места после политической обработки, и что профессиональные военачальники должны иметь преимущество над комиссарами. Поскольку единственной социалистической страной, подготовленной к современной войне, был Советский Союз, Пэн Дэхуай взял за образец для развития НОАК советскую армию. Это вызвало недовольство Мао Цзэдуна, известного своими националистическими взглядами. Ещё одной причиной их будущего конфликта была давняя убеждённость Пэн Дэхуая, что главной задачей Коммунистической партии является повышение благосостояния простых людей. По преданию, И. В. Сталин среди десяти революционных маршалов Китая ставил Пэн Дэхуая на первое место и считал, что ему можно доверять во всём. Это могло вызывать ревность Мао Цзэдуна, чей сын Мао Аньин погиб на Корейской войне

## Руководитель КПК
После отбытия из КНДР в апреле 1952 года, Пэн Дэхуай стал заместителем главы Центрального военного совета КНР, приняв от Чжоу Эньлая повседневное руководство над ним. Весной 1954 года он был назначен заместителем председателя военного совета (председателем был лично Мао Цзэдун) и, таким образом, сделался самым авторитетным военным руководителем Китая. 24 сентября 1954 года на первой сессии ВСНП первого созыва Пэн Дэхуай официально был избран вице-председателем военного совета и назначен министром обороны КНР, а также одним из десяти вице-премьеров Госсовета КНР. Также одним из вице-премьеров был избран Линь Бяо. 1 октября 1954 года Пэн Дэхуай огласил план модернизации НОАК по советскому образцу.

### Пэн Дэхуай и Мао Цзэдун
С 1934 года Пэн Дэхуай был кандидатом в члены ЦК КПК, вошёл в состав Центрального Комитета в 1938 году и с 1945 года был избран в Политбюро. До 1953 года он не участвовал в политической жизни напрямую, в основном, занимаясь решением военных задач. С ноября 1953 года он постоянно проживал в Пекине и стал регулярно посещать политические встречи на высшем уровне и оказывать существенное влияние на выработку внутриполитического курса. После 1935 года Пэн считался фанатически преданным сторонником Мао Цзэдуна. В 1953 году Пэн Дэхуай вместе с Линь Бяо неявно поддерживал Гао Гана в конфликте с Лю Шаоци, когда глава партийного бюро Северо-Восточного Китая пытался занять место второго человека в партии. Однако уже в 1954 году, когда Мао Цзэдун явно выразил неодобрение Гао Ганом, Пэн Дэхуай отдалился от него. Ни Пэн Дэхуай, ни Линь Бяо не получили порицания от Мао, но отдалились от Лю Шаоци и его фракции. После начала кооперации сельского хозяйства КНР в 1955 году, Пэн поддержал эту кампанию. В начале кампании «Ста цветов», Пэн Дэхуай, как и Чжу Дэ, Линь Боцюй, и другие, выступал против умеренного плюрализма и либерализации, зато затем всецело поддержал «борьбу с правыми элементами», то есть критиками курса КПК.

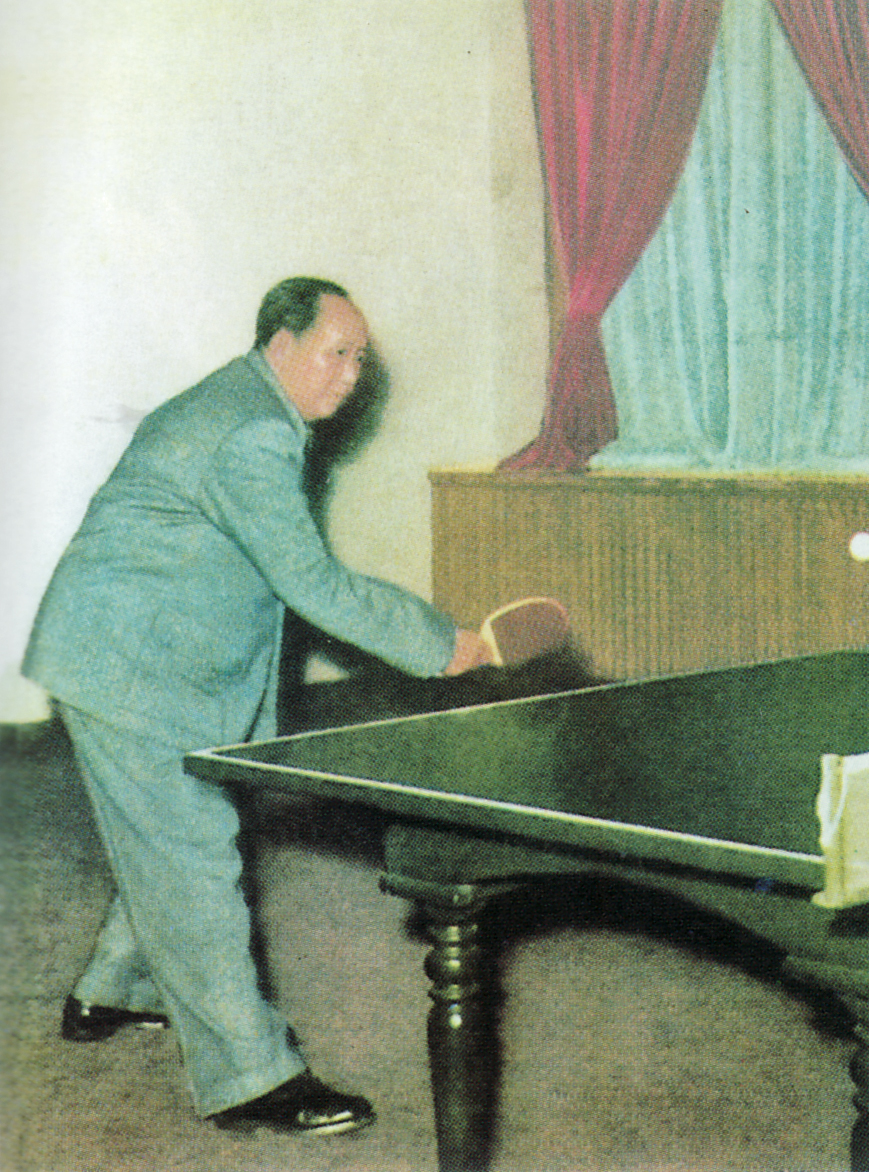
Председатель Мао играет в пинг-понг. Фото из «Цитатника Мао Цзэдуна»

Тем не менее, Пэн Дэхуай не одобрял культ личности Мао Цзэдуна и в 1950-е годы стал испытывать личную неприязнь к претензиям Мао на роль единственного победоносного вождя коммунистического движения в Китае от самого основания партии. В 1955—1956 годах он неоднократно высказывался против исключительного положения Мао, противопоставляя собственный аскетизм и склонность к простоте в жизни. В частности, в 1955 году на просмотр и цензуру Пэн Дэхуаю передали рукопись книги «История НОАК». В предисловии утверждалось, что всеми победами НОАК была обязана «мудрому руководству КПК и лично товарища Мао Цзэдуна». Пэн Дэхуай настоял, чтобы имя вождя не упоминалось. В 1956 году Пэн Дэхуай получил анонимное письмо с осуждением практики развешивания портретов Мао во всех общественных местах и исполнения песен, восхваляющих председателя. Пэн Дэхуай передал письмо Хуан Кэчэну для тиражирования и широкого обсуждения в войсках. Пэн Дэхуай воспретил устанавливать бронзовую статую Мао в Военном музее китайской народной революции, заявив, что «она будет снесена в будущем». Когда полководца приветствовали солдаты, возглашая здравницу председателю (дословно: «Десять тысяч лет председателю Мао!», кит. трад. 萬歲毛主席, упр. 万岁毛主席, пиньинь Wànsuì Máo zhǔxí, палл. Ваньсуй Мао чжуси), Пэн Дэхуай публично выразил недовольство, заявив, что это культ личности, поскольку Мао «и сотню лет не протянет». Когда министру обороны предложили пропагандировать в войсках песню «Алеет Восток» — неофициальный гимн маоистов, — Пэн Дэхуай разгневался, и назвал текст «идеалистическим». В 1956 году министр запретил группе военных испрашивать аудиенции у Мао Цзэдуна, заявив, что «нечего смотреть на старика».
В середине 1950-х годов Пэн Дэхуая всё больше раздражал образ жизни Мао Цзэдуна, который тот называл «декадентским». Мао обитал в отдельных покоях в Чжуннаньхае, располагал несколькими резиденциями по всему Китаю, использовал личный поезд. Председатель еженедельно устраивал танцы и любил общество молодых женщин. Однажды жена Пэн Дэхуая — сотрудница пединститута Пу Аньсю, после посещения личных покоев Мао, предложила сделать их квартиру более элегантной. На это полководец ответил, что Мао живёт настолько роскошно, что это невозможно терпеть. Он демонстративно называл Мао партийным прозвищем 1930—1940-х годов кит. 老毛, пиньинь lǎo Máo, палл. лао Мао.
Во время подготовки VIII Съезда КПК, намеченного на сентябрь 1956 года, Пэн Дэхуай посещал заседания комитета по выработке нового партийного устава. Он предложил убрать из преамбулы упоминание идей Мао Цзэдуна, с чем быстро согласились Лю Шаоци, Дэн Сяопин и Пэн Чжэнь. В окончательной редакции устава партии 1956 года о руководящей роли идей Мао не упоминалось. На съезде Пэн Дэхуай был переизбран членом Политбюро и Центрального комитета партии.

### Деятельность на посту министра обороны

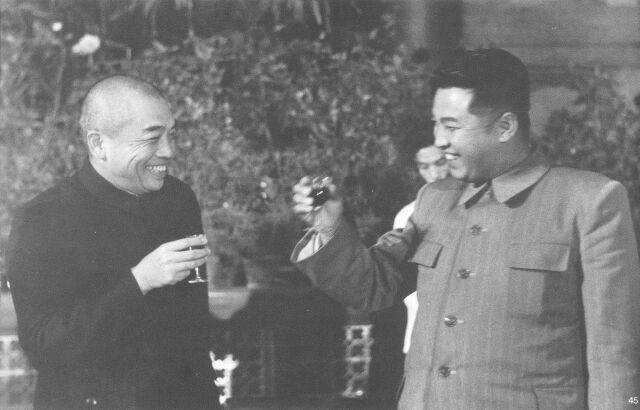
Пэн Дэхуай и Ким Ир Сен. Пекин, 1955 год

В январе 1955 года НОАК провела освободительную операцию, очистив от гоминьдановских войск острова на побережье Чжэцзяна, с которых совершались партизанские рейды и воздушные налёты вплоть до Шанхая. Это стало основанием для подписания оборонного соглашения США и Тайваня, которое не позволило НОАК продолжать наступление. В поисках внешнеполитической поддержки, министр обороны Пэн Дэхуай совершил несколько зарубежных поездок. В мае 1955 года он нанёс визит в СССР, Польскую Народную Республику и Восточную Германию, встречался с Н. С. Хрущёвым, Ю. Циранкевичем, В. Пиком, советскими военачальниками Г. К. Жуковым и К. К. Рокоссовским. В сентябре 1955 года Пэн Дэхуай представлял Народный Китай при подписании Варшавского договора. 23 сентября Госсовет КНР присвоил Пэн Дэхуаю звание Маршал КНР, и он вошёл в число «Десяти революционных маршалов». В 1957 году Пэн Дэхуай входил в делегацию Мао Цзэдуна, побывавшую в СССР со 2 ноября по 3 декабря. 24 апреля — 13 июня 1959 года Пэн Дэхуай совершил визит доброй воли по СССР, Польше, ГДР, Чехословакии, Венгрии, Румынии, Албании, Болгарии, и Монголии.
Особое место занимала поездка Пэн Дэхуая в Пхеньян в сентябре 1956 года. По поручению Мао Цзэдуна и Никиты Хрущёва Пэн Дэхуай вместе с Анастасом Микояном взяли под защиту оппонентов Ким Ир Сена, выступавших с позиций десталинизации в духе XX съезда КПСС и VIII съезда КПК. Они добились от Ким Ир Сена словесных гарантий безопасности для представителей «янаньской» и «советской» фракций ТПК. Однако Ким Ир Сен не выполнил данных обязательств, фракционеры вскоре были репрессированы. В изменившейся ситуации после Венгерского восстания Мао Цзэдун и Пэн Дэхуай согласились с Ким Ир Сеном и принесли ему извинения.
Реформа НОАК стартовала в 1955 году со введением новой системы воинских званий (18 ступеней от рядового второго класса до маршала), и наград. Сам Пэн Дэхуай был награждён Орденом 1 августа первой степени за руководство гражданской войной в Китае, Орденом свободы и независимости первой степени за руководство Корейским фронтом, а также Ордена освобождения первой степени за победу в гражданской войне 1945—1949 годов. С 1 января 1956 года воинский призыв был заменён на добровольную службу, были введены зарплаты рядовым и командирам. В мае 1956 года была введена система субординации, приказы боевых командиров имели приоритет над указаниями политических комиссаров. В сентябре 1956 года была налажена система боевой подготовки, в которой на первое место выносились профессионализм и владение боевой техникой. Мао Цзэдун категорически не одобрял всех этих нововведений, но начал атаку на Лю Бочэна и Лю Жунхуаня, обвинив их в «догматизме», то есть некритическом восприятии опыта СССР. В 1958 году Пэн Дэхуай был вынужден согласиться с понижением их в должностях, что резко обострило его отношения с армейской верхушкой. Маршал Пэн был вынужден согласиться и с сохранением баланса военного и политического руководства.
В 1958 году Мао Цзэдун развязал второй кризис в Тайваньском проливе. Пэн Дэхуай, несмотря на то, что был против операции, разработал концепцию артиллерийского подавления гарнизонов островных групп Цзиньмэнь и Мацзу, чтобы после их захвата использовать архипелаги как базу вторжения на Тайвань. Однако руководство СССР не поддержало китайскую сторону, а США ввели в Тайваньский пролив флотские соединения и обеспечивали прикрытие гоминьдановских сил в трёх милях от китайского побережья. Тайваньская авиация и флот сбили 37 китайских боевых самолётов, потеряв только три, и потопили 25 боевых судов и катеров КНР. После этого Пэн Дэхуай начал поэтапное ослабление конфронтации, в конце октября 1958 года боевые действия были остановлены. Виновником поражения был назначен Су Юй, который на посту главы генштаба был заменён на Хуан Кэчэна. Репутация реформ Пэн Дэхуая и боевых качеств НОАК были поставлены под сомнение высшим руководством КНР.
|                                                          | |                                                                                 |
| Встреча Пэн Дэхуая в Хабаровске. С советским школьником. | Пэн Дэхуай, маршал Е Цзяньин, Первый секретарь ЦК КПСС Н. С. Хрущёв и Председатель Совета Министров СССР маршал Н. А. Булганин | Встреча Пэн Дэхуая с министром обороны СССР Р. Я. Малиновским. Москва, 1957 год |

## Конфликт с Мао Цзэдуном

### «Большой скачок»

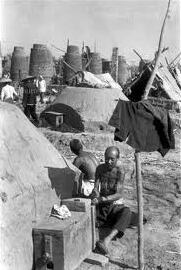
Кустарные доменные печи времён «битвы за сталь» 1958 года

Осенью 1957 года Мао Цзэдун развязал общенациональную кампанию по коммунизации, которая предполагала полный отказ от личной собственности и тотальное обобществление крестьянских хозяйств, с переводом их в так называемые «народные коммуны». Данные тезисы были положены в основу политики «Трёх красных знамён» и «Большого скачка». Несмотря на первоначальный энтузиазм, массовые ошибки и непродуманность планов спровоцировали к концу 1958 года массовый голод в стране и оппозицию политике Мао в высших эшелонах власти, которые планировали мягко скорректировать проводимый курс. Пэн Дэхуай не выступал против «Трёх красных знамён» на первом этапе, однако в феврале 1958 года по случаю сорокалетия Советской армии в своей речи предложил расширить военное сотрудничество между Китаем и Советским Союзом. Это вызвало раздражение Мао Цзэдуна, который окончательно принял решение заменить Пэна на безгранично преданного Линь Бяо. Линь Бяо по приказу Мао во время Большого скачка приступил к созданию народного ополчения, которое не подчинялось руководству НОАК и могло быть использовано по приказу партии. Военную подготовку прошли десятки миллионов китайских крестьян.
После инспекционной поездки в Гуанчжоу в апреле 1958 года, Пэн Дэхуай осмелился открыто критиковать политику Мао. В октябре 1958 года после инспекции в Ганьсу, он выступил с критикой сельскохозяйственной политики, поскольку в результате «битвы за сталь» (массового строительства примитивных домниц во имя указаний Председателя) крестьяне не собирали урожай. Более того, домашнюю утварь переплавляли для достижения плановых заданий по металлу, вырубались деревья для получения древесного угля, и т. д. В том же году Пэн Дэхуай впервые за тридцать лет посетил родную провинцию Хунань. Увиденное вдохновило его на написание стихотворения «Путешествие по родным местам»:

Засыхает батат, зёрна в поле лежат.

Кто силён — отправляется сталь выплавлять.

А хлеба убирать оставляют девчат…

Как до завтра дожить?

Я во имя народа обязан ударить в набат!
Оригинальный текст (кит.)
谷撒地，薯叶枯

青壮炼铁去

收禾童与姑

来年日子怎么过

请为人民鼓咙胡

В период 24 апреля — 15 июня 1958 года Пэн Дэхуай находился в длительном визите доброй воли по СССР и социалистическим странам Восточной Европы. 24 мая он встречался в Москве с Н. С. Хрущёвым. Впоследствии его обвиняли в «предательстве»: якобы, он критиковал Мао Цзэдуна перед советским лидером, что, вероятно, не соответствовало действительности. Семинедельное отсутствие Пэна в Китае позволило Мао Цзэдуну развернуть кампанию критики самого маршала.

### Лушаньский пленум

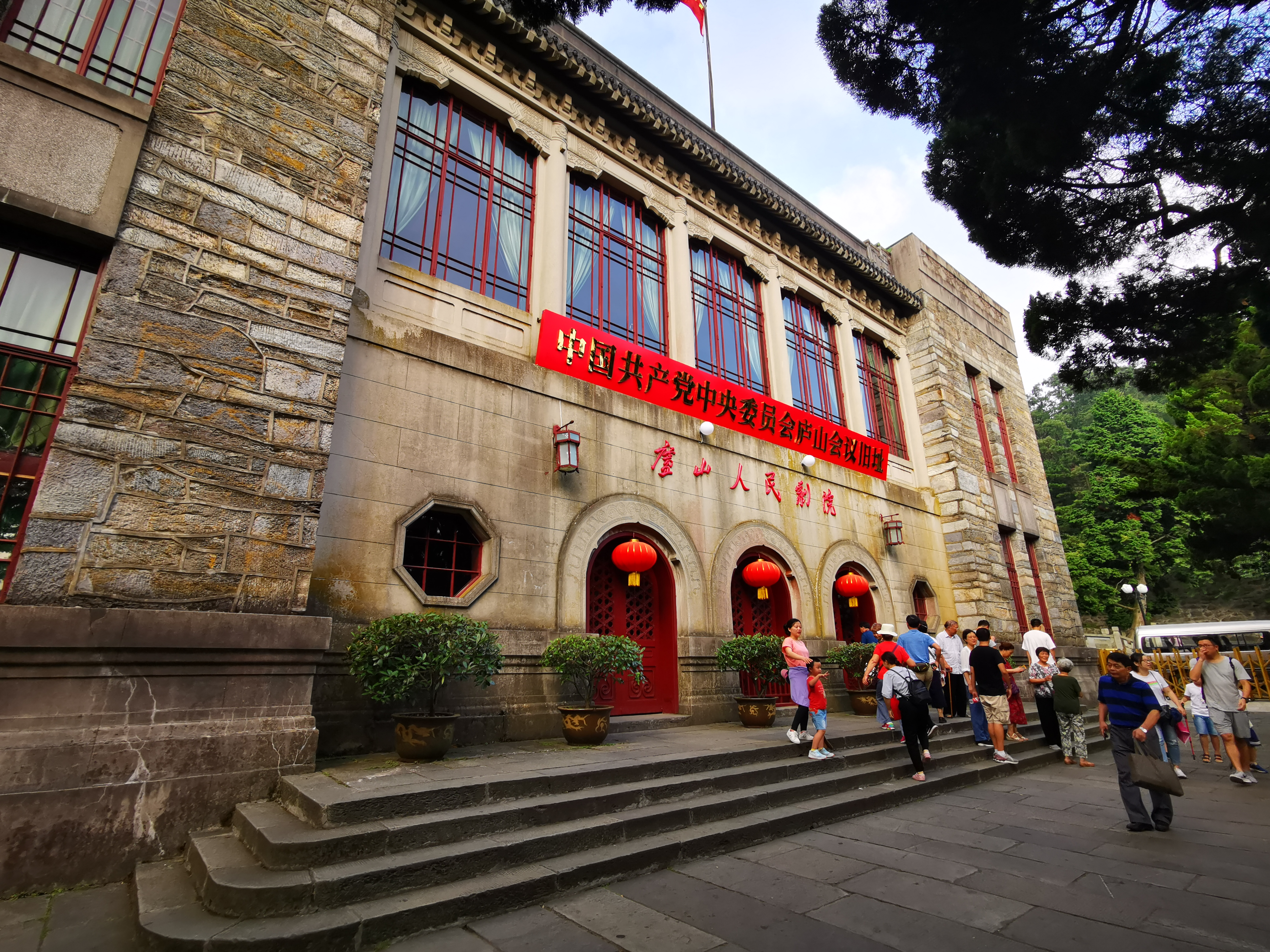
Место проведения Лушаньского пленума

В курортном местечке Лушань провинции Цзянси летом 1959 года прошли расширенное заседание Политбюро ЦК КПК и Восьмой пленум ЦК КПК восьмого созыва, посвящённые итогам политики Большого скачка. Мао Цзэдун призвал членов партии «критиковать и высказывать своё мнение» об «ошибках и недостатках», объявив, что критика не вызовет в обвинений в «контрреволюции» или «правом уклоне». Пэн Дэхуай не планировал принимать участия в пленуме, но откликнулся на личное приглашение председателя. На совещании выяснились серьёзные разногласия: Пэн Дэхуай говорил о серьёзном искажении статистических данных с мест и заявил, что каждый руководитель несёт за это ответственность, не исключая товарища Мао Цзэдуна. Пэн Дэхуай порицал высших партийных руководителей за то, что они боятся Мао, и проводят меры, не отвечающие интересам китайского народа. Тем не менее, открыто высказать своё мнение в полном объёме Пэн не решился. Обсудив ситуацию с секретарём КПК Хунани Чжоу Сяочжоу, Пэн Дэхуай намеревался наедине поговорить с Мао Цзэдуном. 13 июля он отправился к Мао, тот спал, и тогда Пэн Дэхуай написал на его имя письмо, отправленное утром 14 июля. Мао Цзэдун прочитал его только 17 числа, и немедленно приказал размножить текст для коллективного обсуждения на пленуме, поскольку обвинил маршала в «наступлении на партию». Лю Шаоци, Чжоу Эньлай и Дэн Сяопин, тем не менее, поддержали мнение Пэн Дэхуая. Во вступлении к письму Пэн Дэхуай сравнивал себя с отважным, но бестактным героем эпохи Хань Чжан Фэем (поскольку Мао глубоко почитал его противника Цаo Цао, он сразу истолковал метафору как намерение на конфронтацию). Пэн Дэхуай критиковал нерациональное использование рабочей силы, особенно отвлечение крестьян от полевых работ на кустарную выплавку металла. Это спровоцировало общенациональный голод и нехватку хлопка. Пэн Дэхуай потребовал улучшения условий жизни народа. Главной проблемой Большого скачка он назвал «образ мышления и стиля работы» руководства, которое представляет завышенные показатели производства, некритически воспринятые вышестоящим начальством. Пэн Дэхуай назвал это «культурой мелкобуржуазного фанатизма» и заявил, что она привела к забвению «линии масс» и тезиса «практика — единственный критерий истины», который обеспечил победу над японцами и гоминьдановцами. Критиковалась и генеральная линия самого Мао, который подменял политикой экономику и реальное производство.
Решение Мао обнародовать письмо Пэн Дэхуая полностью изменило тональность и содержание пленума. 21 июля с критикой председателя выступил Чжан Вэньтянь, и в тот же день большинство делегатов одобрили тезисы Пэн Дэхуая, решив положить их в основу повестки дня партийного пленума. 23 июля Мао Цзэдун обрушился на оппозиционеров, усмотрев в их словах личную угрозу для себя. Пэн Дэхуай и его сторонники были охарактеризованы как ставленники «империалистов», «буржуазии» и «правых», Мао сравнил их с Ли Лисанем, Ван Мином, Гао Ганом и Жао Шуши. После этого председатель объявил пленуму ультиматум: если большинство членов ЦК КПК примут сторону Пэна, Мао объявит новую революцию, уйдёт в сельскую местность и начнёт войну с действующей властью. В этих условиях Чжоу Эньлай (глава правительства) и Лю Шаоци (глава КНР) решились поставить единство партии на первое место.
2 августа 1959 года был поставлен вопрос о степени наказания Пэн Дэхуаю. 16 августа было принято две резолюции. Согласно первой, он был осуждён как глава «антипартийной клики» и снят со всех должностей. При этом Пэн Дэхуай не был исключён из партии и даже из состава Политбюро, но не допускался на его заседания. Вторая резолюция при полной поддержке председателя Мао фактически вела к сворачиванию Большого скачка. После кулуарных совещаний с товарищами, Пэн Дэхуай также решил пожертвовать собой ради единства партии и выступил с самокритикой, во время которой признал, что совершил «серьёзные ошибки», оказался последователем Ли Лисаня и Ван Мина и противопоставил себя партии, обвинив в собственных ошибках товарищей. На этом практически завершилась карьера Пэн Дэхуая как государственного деятеля.

## Отставка и гибель

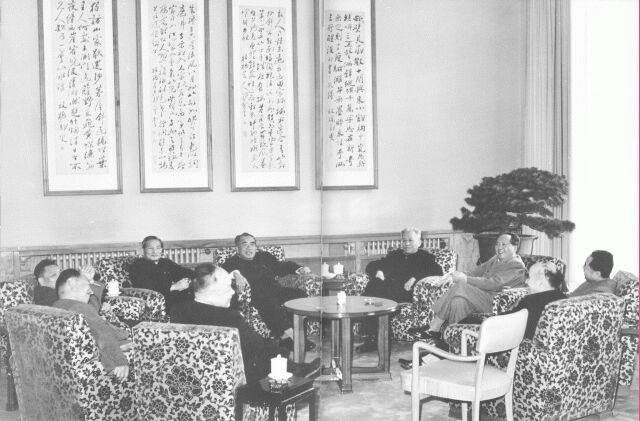
Заседание Политбюро ЦК КПК 26 апреля 1960 года

В сентябре 1959 года министром обороны КНР был назначен Линь Бяо, он же заменил Пэн Дэхуая в Военном совете ЦК КПК. Пэн Дэхуай сдал военную форму и награды, и из правительственной резиденции был переведён в пригород Пекина, парк Уцзя, где его поселили в полуразрушенном доме предателя У Саньгуя. Линь Бяо последовательно начал отменять реформы Пэн Дэхуая, превращая армию в орудие Коммунистической партии и добиваясь исполнения своих директив через политкомиссаров. Военнослужащие использовались в строительстве, промышленном и сельскохозяйственном производстве, а армия должна была превратиться в «школу идей Мао Цзэдуна». Линь Бяо сознательно использовал армию для максимального расширения культа личности Мао в масштабах всего Китая. Линь Бяо, впрочем, понимал, что в перспективе это может привести к крайнему ослаблению армии, о чём иногда высказывался в частном порядке.

### Попытка реабилитации
После 1959 года Пэн Дэхуай жил под гласным надзором Бюро безопасности КПК. В письме Мао Цзэдуну от 9 сентября он просил вернуть его в Хунань заниматься крестьянским трудом, в чём ему было отказано. В другом послании Пэн Дэхуай дал три клятвы: во-первых, что не станет контрреволюционером, во-вторых, что не покончит жизнь самоубийством; в-третьих, что будет зарабатывать самостоятельно. Домашние нужды в Уцзя помогали обустроить охранник и секретарь, но большую часть надомной работы Пэн Дэхуай осуществлял самостоятельно. Он вскапывал и поливал огород, ухаживал за садом, чистил сточные канавы, занимался ремонтом дома, сам стирал и чинил одежду. Жена — Пу Аньсю — могла навещать его лишь по воскресеньям, поскольку работала заместителем секретаря парторганизации Пекинского педагогического института. Впоследствии на неё оказывали давление и призывали развестись с Пэном, что она и сделала в 1962 году. Чаще общалась с дядей его племянница Пэн Мэйкуй, оставившая воспоминания об этих годах. Охрана не позволяла опальному маршалу общаться с местными жителями. Вынужденный досуг заполнялся изучением трудов классиков марксизма-ленинизма, политэкономии и философии. Формально Пэн Дэхуай оставался членом ЦК КПК и вице-премьером, поэтому получал всю текущую документацию. В 1960 году он был допущен на похороны Линь Боцюя. После Лушаньского пленума была создана комиссия по расследованию деятельности Пэн Дэхуая, главой которой Мао Цзэдун назначил Хэ Луна. Втайне сочувствуя своему коллеге, Хэ Лун более года проводил следствие. После провала Большого скачка, комиссия вынесла вердикт о невиновности и непричастности к антипартийной деятельности, более того, пыталась оправдать Пэн Дэхуая.
К началу 1960-х годов курс на «Большой скачок» привёл к резкому ухудшению экономического положения Китая. Крыло «прагматиков» КПК (в первую очередь Дэн Сяопин и Лю Шаоци) предприняло ряд шагов к урегулированию, в частности, возвращению крестьянам приусадебных хозяйств и права продавать свою продукцию, произведённую сверх плана, на рынке. В 1961 году Пэн Дэхуай обратился к Мао с просьбой о поездке в Хунань «на обследование», которая состоялась в ноябре — декабре. По результатам, Пэн пришёл к выводам, что состояние экономики ещё хуже, чем было в 1959 году. На расширенном рабочем совещании ЦК КПК в Пекине в начале 1962 года (на нём присутствовали 7000 партийных руководителей), Пэн Дэхуай в своём докладе повторил большую часть своих лушаньских тезисов. В докладе Лю Шаоци оценка ситуации в Китае совпадала с выводами Пэн Дэхуая. Мао Цзэдуну и Линь Бяо пришлось выступать с самокритикой. Лю Шаоци и Дэн Сяопин открыто требовали реабилитации Пэн Дэхуая, 27 апреля 1962 года было издано постановление ЦК КПК «Об ускорении темпов частичной реабилитации». 16 июня 1962 года Пэн Дэхуай представил на имя Мао Цзэдуна и Политбюро «Письмо из 80 000 слов», в котором содержалось требование отменить решения Лушаньского пленума относительно его судьбы. Именно в этом тексте он эмоционально воскликнул, что «желает быть разжалованным вместе с Хай Жуем». В августе было отправлено ещё одно письмо на имя Мао, они оба остались без ответа. Режим содержания опального маршала был сильно смягчён, однако к руководящей работе его не допускали. Не допустили его и к участию в X пленуме ЦК КПК в сентябре.
В сентябре 1965 года Мао Цзэдун одобрил назначение Пэн Дэхуая на практическую должность. В условиях резко осложнившегося внешнеполитического положения Китая, началось создание «третьей основной линии обороны». Мао назначил опального маршала начальствовать строительством оборонных сооружений и промышленных предприятий на Юго-Западе Китая. Когда он отказался, Мао 23 сентября 1965 года пригласил его на личную встречу, в конце которой заявил, что «история нас рассудит». 30 ноября 1965 года Пэн Дэхуай прибыл в Чэнду, и за первую половину 1966 года успел посетить 20 уездов, 15 предприятий горной промышленности, а также фабрики и электростанции. После начала Культурной революции ему было приказано оставаться в Чэнду. Когда в городе появились отряды хунвейбинов, друзья-военные предупредили Пэн Дэхуая об осторожности, но тот заявил, что «настоящий коммунист не должен бояться масс». По мнению биографа Юргена Домса, пренебрежение личной безопасностью и недооценка масштабов Культурной революции сделали Пэн Дэхуая одной из первых её жертв.

### «Культурная революция»
Пэн Дэхуай оказался одним из первых китайских общественных деятелей высшего ранга, деятельность которого «подверглась расследованию» группы по делам культурной революции. Чжоу Эньлай, представляя ЦК КПК, попытался его защитить, однако жена Мао Цзян Цин по собственной инициативе направила в Чэнду указание хунвейбинам найти Пэн Дэхуая и доставить в Пекин. Как сообщается в источниках, сычуаньские хунвейбиновские организации отнеслись к приказу без энтузиазма. Тем не менее, 22 декабря 1966 года его дом подвергся обыску, а участники акции сообщили Пэну, что арестованы Лю Шаоци и Дэн Сяопин. Поскольку приказ Цзян Цин остался невыполненным, 24 декабря глава более радикальной хунвейбиновской группировки Ван Дабинь, прибывший в Чэнду, назвал местных красногвардейцев «предателями» и «правыми». Рано утром 25 августа в доме Пэн Дэхуая прошёл очередной обыск, а сам он был схвачен, закован в цепи и увезён в неизвестном направлении. Друзья Пэн Дэхуая — военные — были предупреждены слишком поздно и не успели его отбить. Чжоу Эньлай попытался передать Пэн Дэхуая под юрисдикцию НОАК и в тот же день приказал группе хунвейбинов, конвоировавших маршала, отвезти его на железнодорожный вокзал (поскольку хунвэйбины контролировали аэропорты) и доставить в пекинский гарнизон НОАК. Однако Ван Дабинь после прибытия в столицу не позволил военным забрать Пэн Дэхуая.

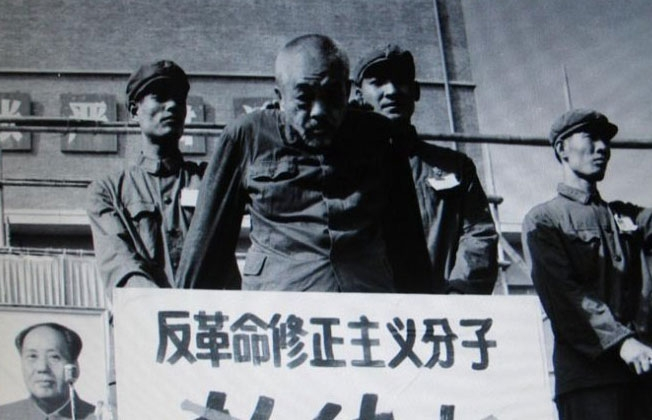
Пэн Дэхуай «прорабатывается» хунвейбинами как «контрреволюционер»

1 января 1967 года Пэн Дэхуай написал последнее письмо Мао Цзэдуну, в котором сообщал, что был арестован хунвейбинами Пекинского авиационного института и доставлен в Пекин группой из столичного геологического института. Вскоре состоялся первый публичный допрос, на котором полководца выставили в цепях и дурацком колпаке перед толпой хунвейбинов в несколько тысяч человек. Далее его перевели в военную тюрьму НОАК под Пекином. Летом 1967 года Линь Бяо по приказу Мао сформировал следственную группу для «расследования преступлений Пэн Дэхуая». Предполагалось пытками заставить его признаться в заговоре и попытке разрушить армию и партию изнутри. В процессе следствия его запирали связанным в тёмном карцере, не позволяя двигаться или сходить в туалет по нескольку дней. Когда не удалось добиться признаний, следователи приступили к избиениям. 19 июля 1967 года в Пекинском авиаинституте был проведён «митинг борьбы» в присутствии около 40 человек, на котором, согласно протоколу, Пэн Дэхуай был семикратно избит, ему рассекли лоб, сломали два ребра, имелись и внутренние повреждения. На протяжении многих недель его допрашивали по 10 часов в сутки, причём палачи сменялись каждые два часа. По свидетельству племянницы Пэн Мэйкуй, его допрашивали с пристрастием более 130 раз.
После Уханьского инцидента было решено использовать Пэн Дэхуая как пример для устрашения противников Культурной революции. 31 июля была официально объявлена кампания против него в масштабах всей страны. В передовой статье в «Жэньминь жибао» Пэна назвали «капиталистом» и «великим заговорщиком», пытавшимся захватить армию для «капиталистического заговорщика» (то есть Лю Шаоци). Пэн Дэхуая обвиняли в «тайных связях с заграницей» и окопавшимися в партии «империалистами, ревизионистами и контрреволюционерами». Пропагандисты обвиняли Пэн Дэхуая в военных неудачах, немногие победы объяснялись тем, что сражениями в тот раз руководил лично председатель Мао. На августовском «митинге борьбы» Пэн Дэхуая поставили на колени на стадионе, и заставили стоять несколько часов в присутствии 40 000 солдат НОАК. Военнослужащие публично обвиняли его в различных «преступлениях», в конце действа прибыл министр обороны Линь Бяо, который приказал преследовать Пэна «в интересах всей партии, всей армии и всего народа нашей страны». О том, выбили ли признания из Пэн Дэхуая на этом митинге, доподлинно неизвестно.
В 1969 году была сформировала «специальная следственная группа», в рамках работы которой Пэн Дэхуай несколько раз рассказывал и письменно фиксировал историю своей жизни. Следствие, часто в жёсткой форме, шло большую часть 1970 года. 17 сентября 1970 года группа представила в ЦК КПК итоговый доклад о «преступлениях антипартийного главаря Пэн Дэхуая». Военный трибунал приговорил его к пожизненному заключению, приговор был утверждён начальником Генерального штаба НОАК Хуан Юншэном. После гибели Линь Бяо условия содержания Пэн Дэхуая были несколько смягчены, однако последствия потрясений и пыток привели к ряду тяжёлых заболеваний, в том числе, предположительно, туберкулёзу. В 1973 году он был госпитализирован. По данным китайских источников, у Пэн Дэхуая развился рак кишечника, позднее метастазы проникли в лёгкие. По настоянию Чжоу Эньлая, Пэна перевели в 301-й госпиталь НОАК, заявив, что по делу бывшего маршала «ещё не вынесено окончательного решения». Это было единственное, что премьер мог для него сделать. В 1974 году состояние здоровья Пэн Дэхуая резко ухудшилось, но Мао Цзэдун запретил оказывать ему помощь. Сообщалось, что бывшему маршалу даже не кололи обезболивающего. 29 ноября 1974 года в три часа тридцать пять минут пополуночи Пэн Дэхуай скончался. Он завещал захоронить прах на родине. Племяннице Пэн Мэйкуй дозволили попрощаться с телом дяди, после чего оно немедленно было кремировано. Были сожжены и книги, которые он читал в последние месяцы жизни. Урна с прахом № 327 была отправлена в Сычуань с сопроводительными документами на имя 32-летнего Ван Чуаня из Чэнду.

## Семья

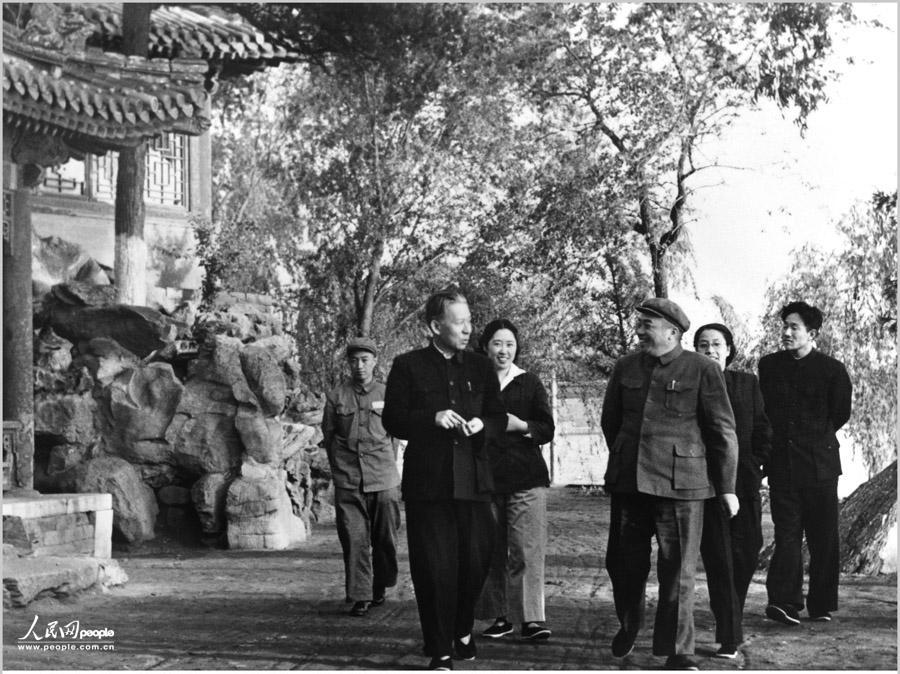
Лю Шаоци с женой Ван Гуанмэй и Пэн Дэхуай с женой Пу Аньсю в Чжуннаньхае в 1952 году

В юности Пэн Дэхуай собирался жениться на воспитаннице своего дяди — сироте по имени Чжоу Жуйлянь. Из-за того, что он поступил в армию, рассчитывая помочь семье выбраться из долгов, свадьба была отложена на три года. Однако незадолго до возвращения Пэн Дэхуая, дослужившегося до ротного командира, из-за притязаний ростовщика Чжоу Жуйлянь покончила с собой. В 1922 году Пэн Дэхуай женился на дочери торговца Лю Симэй. Этот брак был заключён традиционным образом, через сваху. После окончания офицерского училища Пэн Дэхуай отвёз жену в Сянтань и уговорил получить образование, дав новое имя Лю Куньмо. После того, как Пэн Дэхуай присоединился к Красной армии, жена сочла его погибшим, переехала в Ухань и вышла замуж во второй раз. Только в 1937 году Лю Куньмо узнала, что её бывший муж жив. Она даже совершила поездку в Яньань (сохранилось единственное письмо Пэн Дэхуая, обращённое к ней), но воссоединиться они уже не смогли. 10 октября 1938 года 40-летний Пэн Дэхуай женился на 20-летней Пу Аньсю, тогда — студентке педагогического института в Яньани. Супруги почти не бывали вместе. Пу Аньсю служила в Министерстве лёгкой промышленности, дослужившись до главы департамента занятости, а далее перешла в партком Пекинского педагогического института. В 1962 году она подала на развод с мужем, с чем Пэн Дэхуай согласился. Ни в одном из браков Пэн Дэхуая не было детей.

## Реабилитация
О факте кончины Пэн Дэхуая не объявлялось публично. В начале Культурной революции была арестована и его жена Пу Аньсю (несмотря на их развод); до 1975 года она подвергалась «трудовому перевоспитанию» в лагере, далее была переведена в сельскохозяйственную коммуну в Северном Китае. О кончине бывшего мужа она узнала из официальных сообщений в прессе в 1978 году; в то время ей разрешили вернуться в Пекин. Это оказалось возможным благодаря приходу к власти Дэн Сяопина. В 1978 году Хуан Кэчэн и ряд высокопоставленных военных обратились к руководству с просьбой о посмертной реабилитации маршала и бывшего министра обороны. Официально приговор Пэну был признан ошибочным на Третьем пленуме ЦК КПК 11 созыва, проходившем 18—22 декабря 1978 года. О реабилитации Пэн Дэхуая объявил в своём докладе лично Дэн Сяопин, назвав его «верным сыном партии и великим борцом-революционером». В том же докладе было объявлено, что решение Мао 1959 года, в котором Пэн Дэхуай критиковался как «антипартийный фракционер», совершенно ошибочно и подрывало внутрипартийную демократию. После 1979 года началось издание воспоминаний о Пэн Дэхуае, создавались и печатались его биографии. За пытки в 1966—1967 годах бывший хунвейбин Ван Дабинь получил в 1980 году девять лет тюремного заключения.
В 1986 году были опубликованы «Мемуары китайского маршала». Часть текста книги составили «признания» Пэн Дэхуая, написанные для следственной группы во время Культурной революции. Основное содержание относилось к периоду до 1937 года, событийная канва была доведена до Лушаньского пленума. Рецензию в газете «Жэньминь жибао» поместил Ян Шанкунь. В современном Китае Пэн Дэхуай считается одним из величайших полководцев XX века. В 1996 году племянник — Пэн Ган — обратился в правительство КНР с просьбой перезахоронить прах дяди на малой родине. Центральный военный совет ЦК КПК и Организационный отдел ЦК КПК одобрили это решение и расширили старое семейное кладбище Пэнов, чтобы сделать его пригодным для захоронения национального героя. Торжественная церемония перезахоронения состоялась 28 декабря 1999 года.

### На китайском языке
- Péng Déhuái zhuán. — Dāngdài zhōngguó chūbǎnshè: Xīnhuá shūdiàn jīngxiāo, 1993. — 7, 794 с. — (Dāngdài zhōngguó rénwù zhuànjì cóngshū biānjí bù biānjí). — Ориг.: 《彭德怀全传》。北京: 当代中国出版社 : 新华书店经销, 1993. — (《当代中国人物传记》丛书编辑部编辑). — ISBN 7800921026.
- Péng Déhuái de jūnlǚ shēngyá / Sūn Xiǎo, Sòng Méi biānzhù. — Jǐnán : Huánghé chūbǎnshè, 1999. — 946 с. — Ориг.: 《彭德怀的军旅生涯》/ 孙哓, 宋梅编著。济南 : 黄河出版社, 1999. — ISBN 7801520556.
- Téng Xùyǎn. Fēngyǔ péngmén: Péng Déhuái jiāfēng, jiāshì. — Běijīng : Wénhuà yìshù chūbǎnshè, 2006. — 6, 418 с. — Ориг.: 滕叙兖。《风雨彭门彭德怀家风•家事》。北京 : 文化藝術出版社, 2006. — ISBN 7503929324.
- Wáng Chūncái. Péng Déhuái sānxiàn suìyuè. — Běijīng : Zhōngguó wénshǐ chūbǎnshè, 2013. — 2, 5, 392 с. — Ориг.: 王春才。《彭德怀三线岁月》。北京 : 中国文史出版社, 2013. — ISBN 9787503441707.

### На английском языке
- Appleman R. Disaster in Korea: The Chinese Confront MacArthur. — College Station, TX : Texas A & M University Press,, 1989. — xvi, 456 p. — (Texas A & M University military history series, 11). — ISBN 0585174237.
- Barnouin B., Yu Changgen. Zhou Enlai: A Political Life. — Hong Kong : Chinese University of Hong Kong, 2006. — 404 p. — ISBN 962-996-280-2.
- Domes, Jürgen. Peng Te-huai: the man and the image. — Stanford, Calif. : Stanford University Press, 1985. — xi, 164 p. — ISBN 0-8047-1303-0.
- Garver J. W. Chinese-Soviet Relations 1937-1945: The Diplomacy of Chinese Nationalism. — Oxford : Oxford University Press, 1993. — 324 p. — ISBN 0195054326.
- Lee Khoon Choy. Pioneers of Modern China: Understanding the Inscrutable Chinese'. — Singapore : World Scientific Publishing, 2005. — xi, 549 с. — ISBN 981-256-464-0.
- Lew C. The Third Chinese Revolutionary Civil War, 1945–49. An Analysis of Communist Strategy and Leadership. — London and New York : Routledge, 2009. — xv, 204 с. — ISBN 0-415-77730-5.
- Li Xiaobing. A History of the Modern Chinese Army. — Lexington, KY : University Press of Kentucky, 2007. — xvi, 413 p. — ISBN 978-0-8131-2438-4.
- Millett A. R. The War for Korea, 1950—1951: They Came From the North. — Lawrence, KS : University Press of Kansas, 2010. — 664 p. — ISBN 978-0-7006-1709-8.
- Qiu Jin. The Culture of Power: The Lin Biao Incident in the Cultural Revolution. — Stanford, California : Stanford University Press, 1999. — xiii, 279 p. — ISBN 0804735298.
- Rice E. Mao’s Way. — Berkeley : University of California Press, 1974. — 613 p.
- Roe P. C. The dragon strikes : China and the Korean war, June-December 1950. — Novato, CA : Presidio, 2000. — xiv, 466 p. — ISBN 0-89141-703-6.
- Salisbury H. E[англ.]. The Long March: The Untold Story. — New York : Harper & Row, 1985. — viii, 419 p. — ISBN 0060390441.
- Spence J. D. The Search for Modern China. — New York : W. W. Norton and Company, 1999. — XXXI, 728 p. — ISBN 0393973727.
- Teiwes F. C. Peng Dehuai and Mao Zedong : Reviewed Works: Memoirs of a Chinese Marshal--The Autobiographical Notes of Peng Dehuai (1898—1974) by Zheng Longpu; Peng Te-huai: The Man and the Image by Jurgen Domes // Australian Journal of Chinese Affairs. — 1986. — No. 16. — P. 81—98. — JSTOR 2158776.
- Zhang Shu Guang. Mao’s Military Romanticism: China and the Korean War, 1950—1953. — Lawrence, KS : University Press of Kansas, 1995. — 352 p. — ISBN 0-7006-0723-4.

### На русском языке
- Пэн Дэхуай // Военная энциклопедия в 8 томах / Гл. ред. комиссии С. Б. Иванов. — М. : Воениздат, 2003. — Т. 7: «Продовольственная служба» — «Таджикистан». — С. 99. — 735 с. — ISBN 5-203-01874-X.
- Пэн Дэхуай. Мемуары маршала / перевод с китайского А. В. Панцова, В. Н. Усова и К. В. Шевелева; предисловие В. Н. Усова; под редакцией М. Л. Титаренко. — М. : Воениздат, 1988. — 384 с. — ISBN 5-203-00153-7.
- Титов А. С. К вопросу о реабилитации героя китайской революции Пэн Дэхуая // Проблемы Дальнего Востока. — 1980. — № 2. — С. 83—91.
- Усов В. Н. Его не смогли сломить // Китай: история в лицах и событиях. — М. : Политиздат, 1991. — С. 242—253. — 254 с. — ISBN 5-250-00901-8.
- Усов В. Н. Маршал Пэн Дэхуай: страницы жизни // Проблемы Дальнего Востока. — 1998. — № 5. — С. 119—125.
- Усов В. Н. Пэн Дэ-хуай // Духовная культура Китая : энциклопедия : в 5 т. / ред. М. Л. Титаренко и др.. — М. : Вост. лит., 2009. — Т. 4: Историческая мысль. Политическая и правовая культура. — С. 591—594. — 935 с. — ISBN 978-5-02-036380-9.